# Derek Epp
Derek Epp (Saskatoon, 15 de junho de 1998) é um jogador de voleibol canadense que atua na posição de levantador.

## Carreira

### Clube
Epp atuou no voleibol universitário da Universidade de Saskatchewan na temporada 2016–17. De 2017 a 2022, o atleta atuou pela Universidade do Oeste da Trindade, com a qual conquistou os títulos da Canada West Championship de 2020 e 2022.
Em 2022 o atleta assinou seu primeiro contrato profissional para atuar pelo Arago de Sète, clube da primeira divisão francesa. Ao término da temporada, Epp se transferiu para o voleibol grego após assinar com o Panathinaikos Athens.

### Seleção
Epp conquistou a medalha de bronze no Campeonato NORCECA Sub-21 de 2016. No ano seguinte conquistou mais uma medalha de bronze, desta vez na Copa Pan-Americana Sub-21 de 2017; além do oitavo lugar no Campeonato Mundial Sub-21, no mesmo ano.
Em 2021 o atleta conquistou o vice-campeonato da Copa Pan-Americana, sendo premiado como melhor levantador do torneio. No ano seguinte estreou na seleção adulta canadense pela Liga das Nações, terminando a competição na décima quinta colocação.

## Clubes
| Anos      | Clube                |
| --------- | -------------------- |
| 2022–2023 | Arago de Sète        |
| 2023–     | Panathinaikos Athens |

## Prêmios individuais
- 2021: Copa Pan-Americana – Melhor levantador